# Кунене (Намібія)
Кунене (англ. Kunene Region) — є однією з 14 адміністративних областей Намібії і розташована на її крайньому північному заході. Площа становить 115 293 км². Чисельність населення 86 856 осіб (на 2011). Адміністративний центр області — місто Опуво. Інші великі міста — Кхоріхас, Оучо.

## Географія
На півночі області проходить державний кордон між Намібією і Анголою, на заході її територія омивається водами Атлантичного океану, на сході область Кунене виходить до національному парку Етоша. Свою назву область Кунене (як і ангольська провінція Кунене) отримала по прикордонній між двома країнами річці Кунене.
Атлантичне узбережжя, яке починається на півночі від дельти річки Кунене, є частиною Берега Скелетів. Далі, вглиб континенту лежить пустеля Наміб. Поблизу кордону з Анголою, на території Кунене знаходяться гори Гартмана і гори Джуберт.

## Здоров'я
Холера є серйозною проблемою в регіоні Кунене, особливо поблизу кордону з Анголою. У грудні 2008 року, коли спалах холери в Зімбабві спричинив смерть сотень зімбабвійців, подібний, але окремий спалах стався в північному виборчому окрузі регіону Кунене Епупа. Станом на 19 грудня 3 людини померли, 29 захворіли. У травні 2008 року приблизно 15 людей також померли від холери.

## Населення
Область населяють переважно представники народів гереро і хімба.

## Адміністративний поділ
Адміністративно область Кунене підрозділяється на 7 виборчих районів:
- Epupa
- Kamanjab
- Khorixas
- Opuwo Rural
- Opuwo Urban
- Outjo
- Sesfontein